# Azania
Azania ist ein Name für verschiedene subsaharanische afrikanische Gegenden. Er wurde erstmals zur Zeit des Römischen Reiches als Bezeichnung für die Küste Ostafrikas südlich von Kap Guardafui in Somalia bis etwa ins heutige Tansania verwendet. Als solcher wurde er Teil des Landesnamens Tansania (zusammengesetzt aus Tanganjika, Sansibar und Azania). Heute wird der Begriff meist von schwarzen Nationalisten verwendet.
Die frühesten Bezeugungen des Namens stammen von Plinius dem Älteren, der in seinem Werk Naturalis historia die „azanische See“ erwähnt, die bei Adulis begann. Der Periplus Maris Erythraei erwähnt, dass Azania als südlichsten Handelsplatz Rhapta umfasste, was im heutigen Tansania oder Kenia lag. Das Gebiet entsprach also in etwa dem des arabischen Zandsch. Auch in den Schriften von Ptolemäus und Cosmas Indicopleustes wird Azania erwähnt.
Versuche, den Namen etymologisch zu deuten, verweisen entweder auf Arabisch ʿAdscham (Fremder, Nichtaraber) bzw. Zandsch (Schwarzer, Sklave) oder auf Griechisch azainein (trocknen, sengen, dörren), das ein Hinweis auf die besondere Trockenheit des Landes in Somalia sein kann.

## Moderner Begriff
- Evelyn Waugh benutzte 1932 den Begriff Azania für eine fiktive Insel vor Somalia in seinem Buch Black Mischief.
- 1958 machte Kwame Nkrumah auf der All-African Peoples Conference in Accra den Vorschlag, Azania als Namen für Südafrika zu verwenden. Einige südafrikanische Gruppen übernahmen diesen Vorschlag, so die Azanian People’s Organisation. Nach dem Ende der Apartheid in Südafrika fand ein erneuter Umbenennungsvorschlag für das Land keine weite Unterstützung.
- Azania bzw. Asania sollte der Name jenes Separatstaates sein, den christliche und animistische Rebellen im Süden des sonst überwiegend muslimischen Sudan errichten wollten[1][2][3], siehe Sezessionskrieg im Südsudan.
- Am 4. April 2011 rief man in Nairobi (Kenia) einen weiteren Staat auf dem Gebiet Somalias aus, der sein Territorium in etwa in Jubaland hat und den Namen Azania trägt.[4][5][6]